# Шмёллер, Леонард
Леонард Шмёллер (нем. Leonhard Schmöller; 18 декабря 1871, Реут, Яндельсбрунн — 20 августа 1945, Пассау) — немецкий прелат, профессор и ректор Философско-теологической высшей школы в Пассау.

## Биография
Леонард Шмёллер родился 18 декабря 1871 года в Реуте (Яндельсбрунн); после получения религиозного образования, в 1893 году он был рукоположен в католические священники. С 1896 по 1898 год он продолжал проходить обучения, переехав для этого в Рим. Впоследствии он был викарием, не обладавшим статусом пастора (Pfarrvikar), в церкви Святого Варфоломея в районе Илштадт в Пассау. С 1899 года Шмёллер являлся преподавателем в семинарии Святого Стефана (Bischöfliche Priesterseminar St. Stephan), также располагавшейся в Пассау. С 1903 по 1937 год он состоял профессором в Философско-теологической высшей школе Пассау (Philosophisch-theologische Hochschule, PTH), где в течение трех лет также занимал пост ректора — с 1920 по 1923. Состоял членом Епископского духовного совета; стал прелатом. 11 ноября 1933 года Шмёллер был среди более 900 ученых и преподавателей немецких университетов и вузов, подписавших «Заявление профессоров о поддержке Адольфа Гитлера и национал-социалистического государства». Скончался 20 августа 1945 года в Пассау.

## Работы
- Naturphilosophie, Regensburg 1909.
- Die scholastische Lehre von Materie und Form, neuerdings dargestellt mit Rücksicht auf die Thatsachen und Lehren der Naturwissenschaft, Passau 1903 (repr. Editiones scholasticae 2013).